# Anna von Kahle

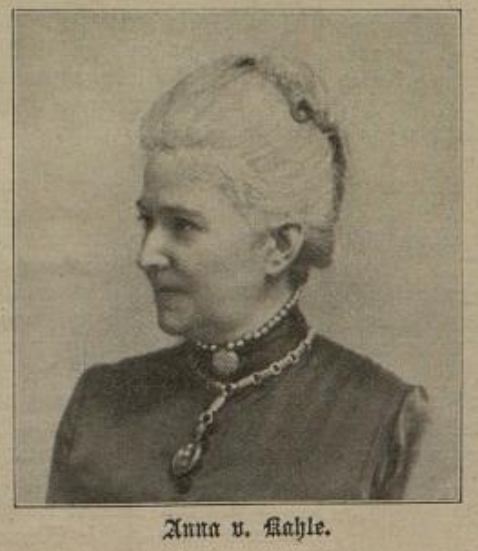
Anna von Kahle (Der Bazar, 54. Jg., Nr. 4, 20.1.1908, S. 50)

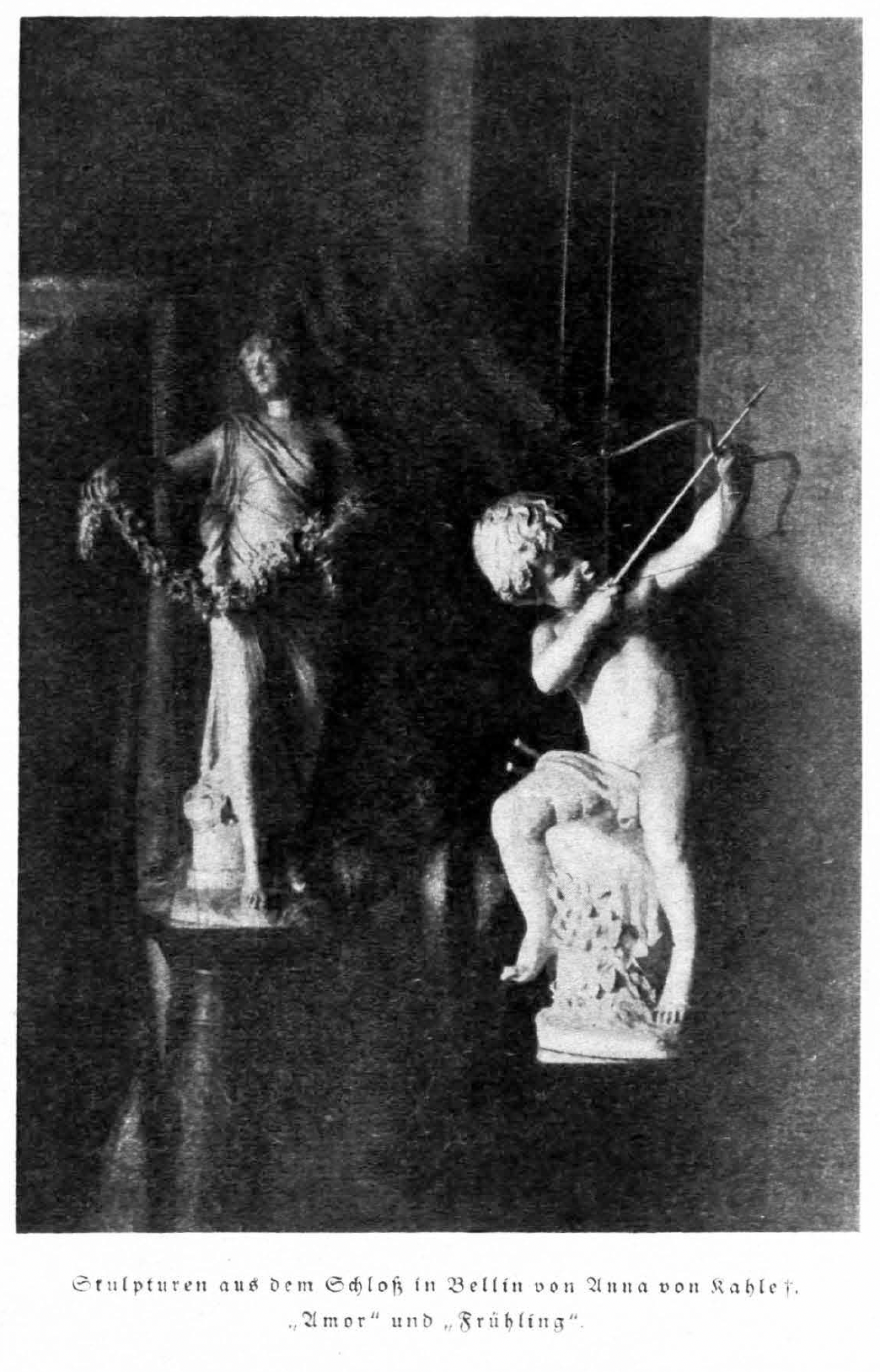
Marmor Skulpturen der Bildhauerin von Anna von Kahle, Amor und Frühling, im Herrenhaus in Bellin, Otto Dahms, 1930

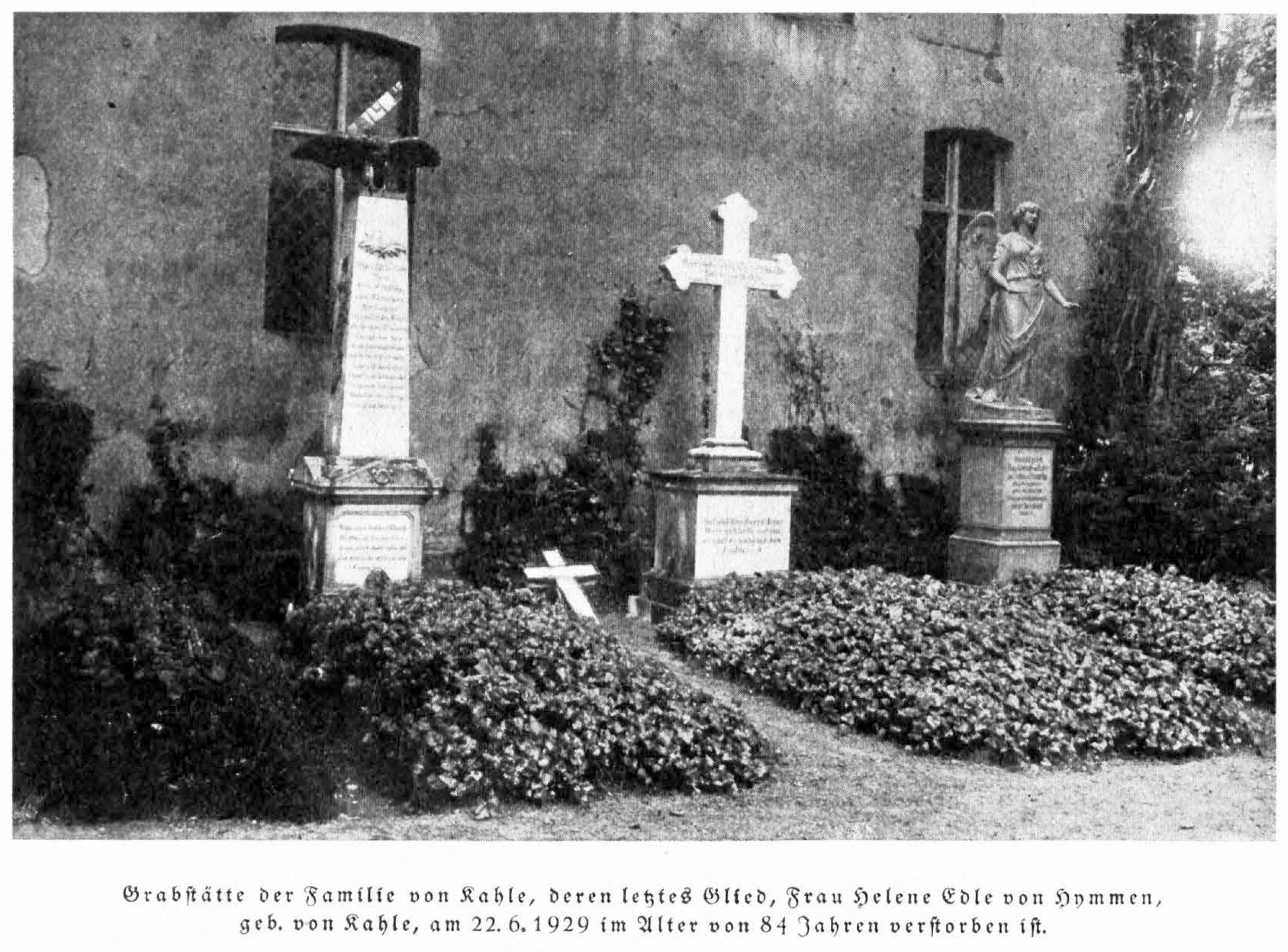
Engelsskulptur von Anna von Kahle in der Familiengrabstätte der Rittergutsbesitzer von Kahle an der Ostseite der Kirche von Bellin, 1930, Otto Dahms.

Anna (Henriette Antonie Elise) von Kahle (geboren 17. Februar 1843 auf Rittergut Bellin (Neumark) (polnisch Bielin (Moryń)); gestorben 31. Mai 1920 in Berlin) war eine deutsche Bildhauerin, die ab den 1880er Jahren regelmäßig ausstellte.

## Leben
Anna von Kahle stammt aus einer jüngeren briefadeligen Familie, ihr Großvater Philipp von Kahle (1755–1837) wurde 1786 in den preußischen Adelsstand nobilitiert und war zuletzt Domherr und Dechant des Kollegienstifts Bonifacius und St. Moritz Halberstadt. Sie war eine Tochter des wohl vormaligen Ziegeleibesitzers und späteren Gutsherrn Felix von Kahle (1804–1868) und der Adelaide Freiin von Steinäcker (1815–1891). Der Besitz des Vaters, Gut Bellin, war etwa 1170 ha groß. Anna von Kahle war mit ihren drei Schwestern als Erbin gemeinsame Mitinhaberin des Rittergutes Bellin. Ihre mittlere Schwester war die Malerin Julie von Kahle. Die älteste Schwester war Adelaide (1840–1919), verheiratete Hann von Weyhern, Ehefrau des Generalleutnants Benno Hann von Weyhern (1833–1912). Helene Edle von Hymnen war ihre jüngste Schwester. Anna, Helene und Julie von Kahle waren in den 1880er Jahren Mitglieder der Centralleitung München des Allgemeinen Richard Wagner-Vereins.
Als junge Künstlerin nutzte Anna den Ton aus der Ziegelei des Vaters, um ihr künstlerisches Talent zu entwickeln. Von 1876 an bis 1880 studierte sie beim Bildhauer Fritz Schaper in Berlin und im Anschluss beim Bildhauer Albert Wolff in Rom. Danach machte sie sich als Künstlerin selbständig. Sie war die erste Künstlerin, die im Katalog der Akademie neben ihrer privaten auch ihre Atelieradresse aufführen ließ und so der Kundschaft signalisierte, dass sie wie ihre männlichen Kollegen Auftraggeber empfangen konnte, was nicht den gesellschaftlichen Konventionen entsprach. Sie war Mitglied des Vereins Berliner Künstlerinnen und des lokalen Zweigs der Deutschen Kunstgenossenschaft.

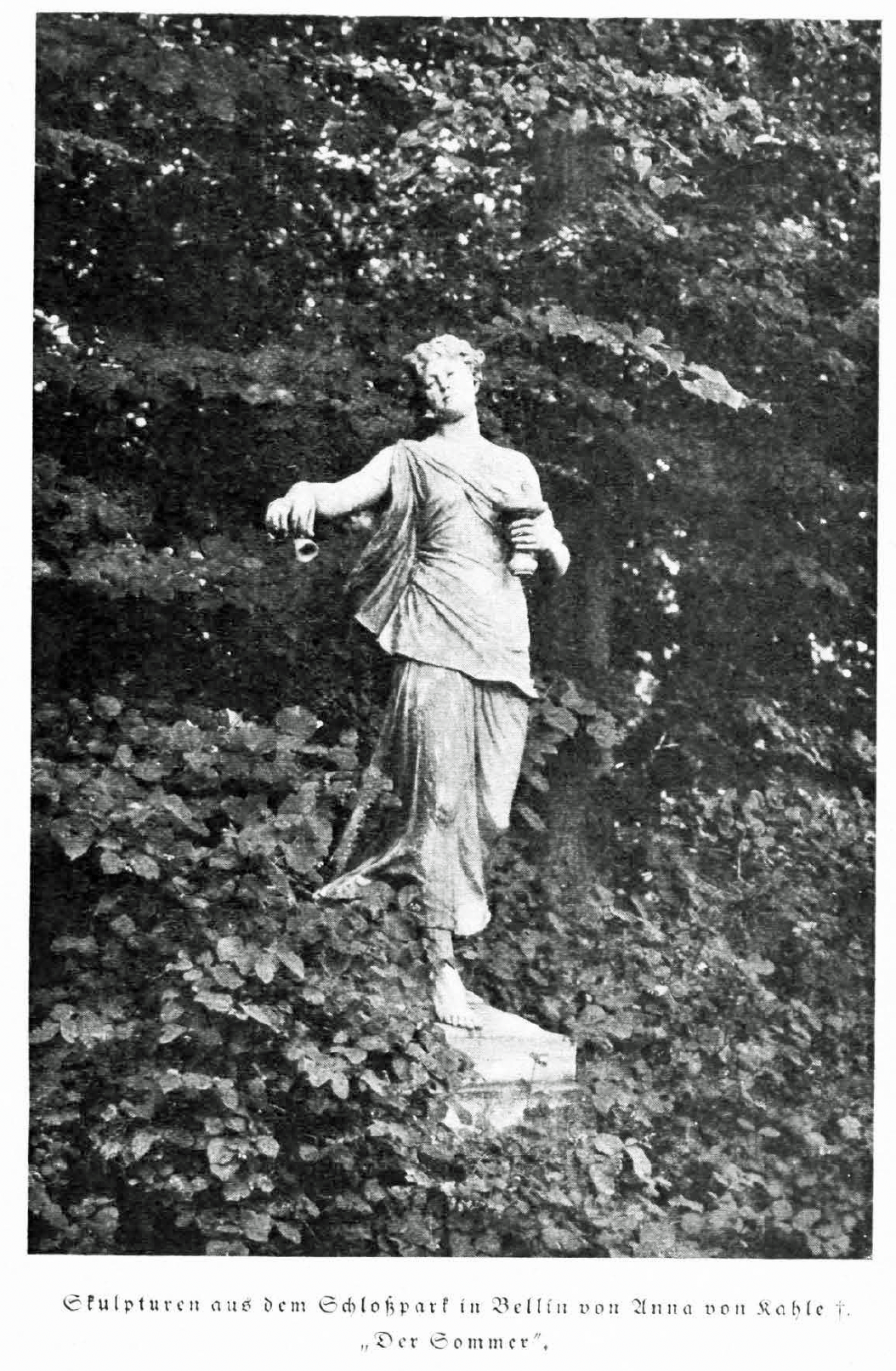
Marmor Skulptur von Anna von Kahle: Der Sommer, vor dem Herrenhaus in Bellin. Aufnahme 1929, Lehrer Otto Dahms aus Bellin.

1879 erfolgte ihr Ausstellungsdebüt mit einer Porträtbüste von sich selbst in Marmor bei der Berliner Akademieausstellung. Regelmäßig zeigte sie Werke auf den Ausstellungen des Vereins Berliner Künstlerinnen und in der Nationalgalerie. Ihre anmutigen Kinderfiguren fanden auf zahlreichen Kunstausstellungen in Berlin, München, England und Amerika Anklang und Anerkennung. Anna von Kahle war die einzige Bildhauerin in Deutschland, die ab den 1880er Jahren regelmäßig ausstellte. Ihr hohes Maß an Professionalität und Anerkennung war einmalig für diese Zeit für eine Bildhauerin. 1886 beteiligte sie sich an der Gründung der „Arbeitshülfe“, eines Beschäftigungsvereins für Frauen.

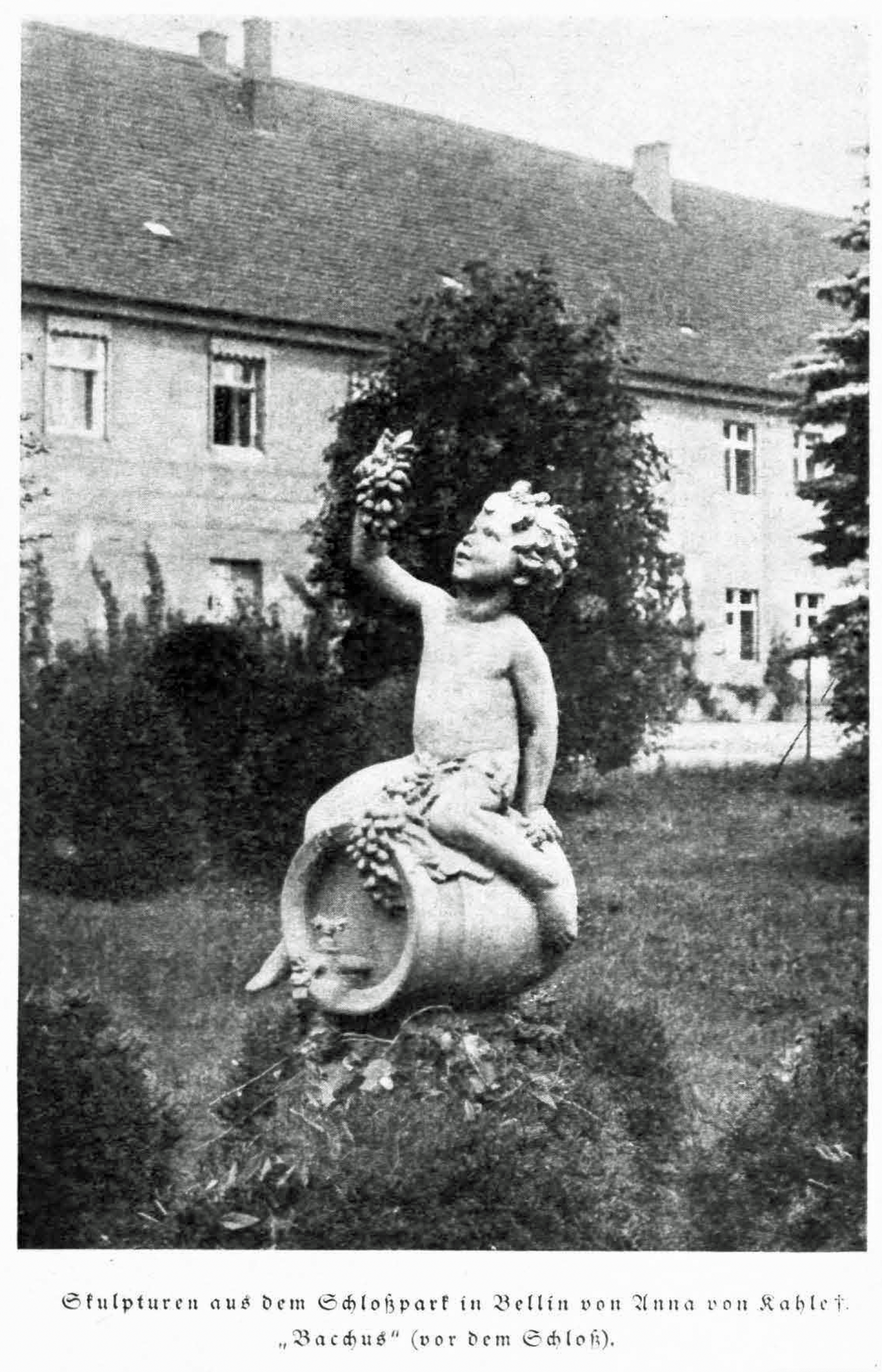
Marmor Skulptur von Anna von Kahle, Bacchus, vor Herrenhaus in Bellin, 1930, Otto Dahms.

Die letzte Wohnadresse von Anna von Kahle befand sich im Hansaviertel, in der Brückenallee 30. Die Straße befand sich in der Nähe des S-Bahnhofs Bellevue und ist heute nicht mehr erhalten.

## Schaffen
Die meisten ihrer Arbeiten führte sie in Marmor aus. Ihr Werk reicht von Büsten, Kinderfiguren, Genres, allegorischen Bildwerken und -figuren bis hin zu Grabmälern. Sie schuf zahlreiche Porträtbüsten – laut Brigitte Hüfler 55 –, so von dem Schriftsteller Theodor Fontane, von Generalleutnant Hans Karl von Winterfeldt (1862–1931) und von Generalleutnant Friedrich von Dincklage-Campe. Von ihr gestaltete Grabmale sind jenes der Hofopernsängerin Anna Sachse-Hofmeister auf dem Jerusalemer Kirchhof in Berlin (entfernt), das des Erboberjägermeisters Karl von Jagow in Ruhstädt, Altmark, und das für Emil Wasmuth auf dem Städtischen Kirchhof in Berlin-Steglitz (entfernt). In Brandenburg an der Havel steht die von ihr geschaffene Springbrunnengruppe Mutter und Kind.
Ihr Selbstporträt als Marmorbüste von 1879 wurde 2018/2019 in der Ausstellung „Bildhauerinnen in Deutschland“ in der Kunsthalle Vogelmann in Heilbronn und im Gerhard-Marcks-Haus in Bremen gezeigt. Daran wird die besondere Stofflichkeit des Kleids, der Haube und der Frisur sowie die „perfekte Darstellung des Unperfekten“ gerühmt, womit die lebensnahe Darstellung bis hin zu Unregelmäßigkeiten im Gesicht, Tränensäcken und leichtem Doppelkinn gemeint ist.
Viele ihrer Werke waren auf dem Gutshof ihrer Eltern im neumärkischen Bellin (polnisch Bielin (Moryń)) in Ostbrandenburg aufgestellt. Die Marmorskulpturen „Bacchus“, „Mutter mit Kind“ und „Der Sommer“ befanden sich im Park des spätbarocken Herrenhauses von Bellin, die Marmorskulpturen „Amor“ und „Der Frühling“ befanden sich im Haus. An der Ostseite der Kirche von Bellin in der Familiengrabstätte der Rittergutsbesitzer von Kahle war ein lebensgroßer Engel aus Marmor auf dem Grabmonument von Adelaide von Kahle, geb. Freiin von Steinacker aufgestellt. Auf dem Anna-Platz in Bellin stand ein Friedensengel. Diese Belliner Werke sind seit 1945 vermisst. Der Belliner Lehrer hat 1930 Fotos von diesen Werken veröffentlicht.
Eine gelblich gefasste Porträtbüste Theodor Fontanes von Anna von Kahle aus dem Jahre 1881 befand sich im ehemaligen Lebuser Kreismuseum in Müncheberg und ist seit 1945 kriegsbedingt verschollen. Die Suchmeldung des Deutschen Zentrums für Kulturgutverluste hat die Nummer Lost Art-ID273988.
Ihr umfangreiches Œuvre ist kunsthistorisch noch nicht aufgearbeitet.

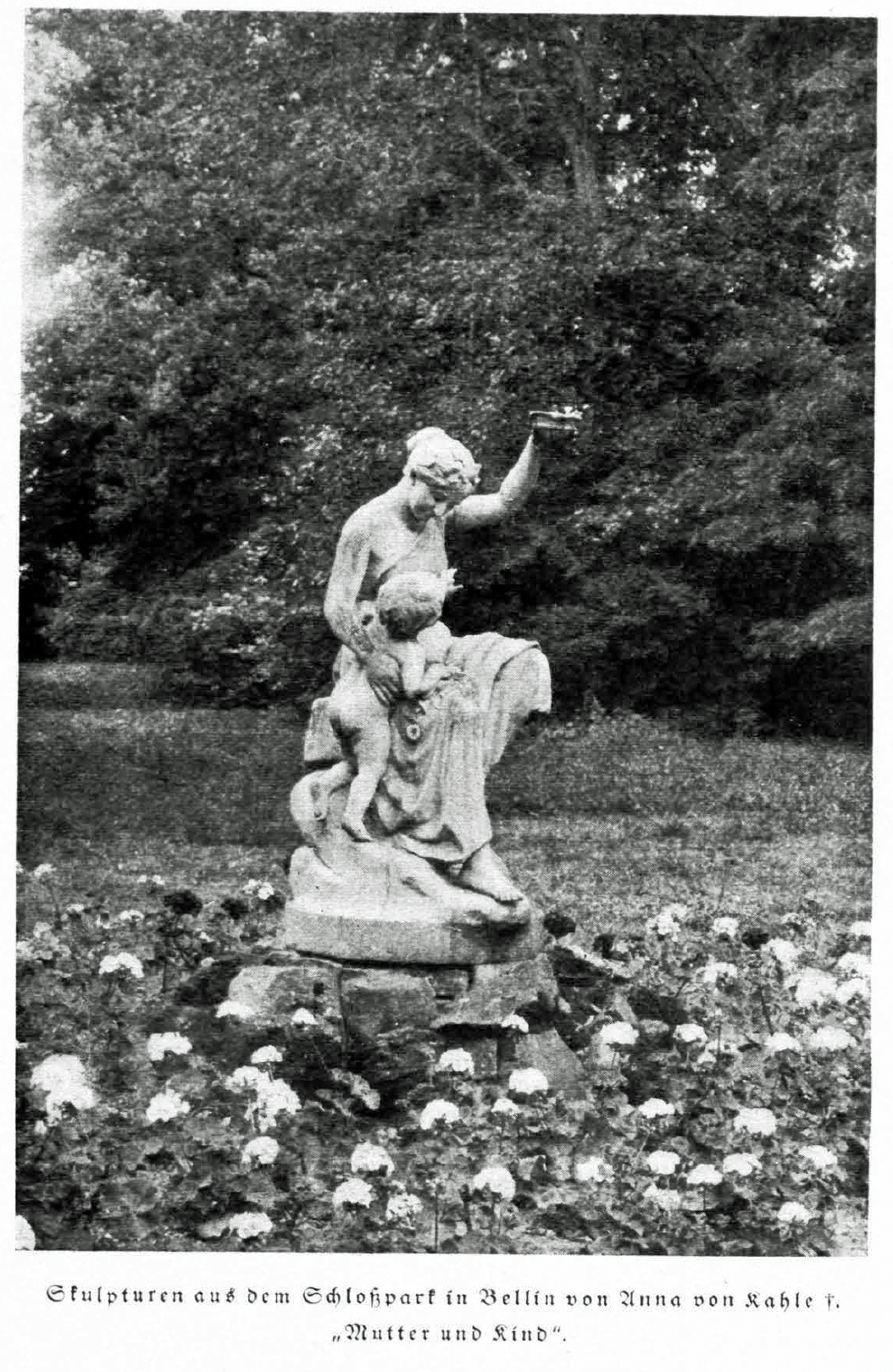
Marmorskulptur von Anna von Kahle, Mutter mit Kind, vor dem Herrenhaus in Bellin. Aufnahme 1929, Lehrer Otto Dahms aus Bellin
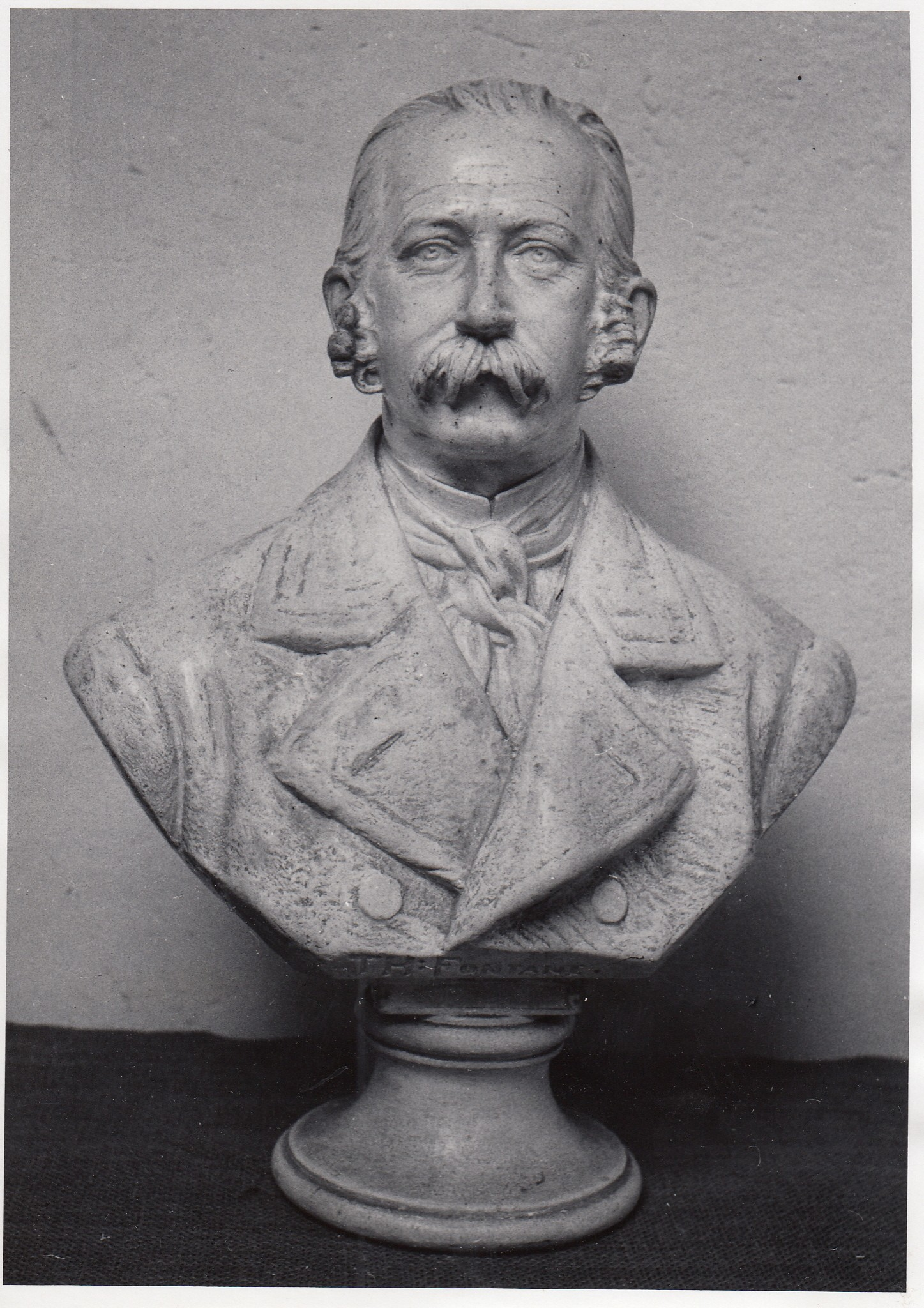
Büste von Theodor Fontane von Anna von Kahle. Gipsbüste, gelblich gefasst, mitgegossener Fuß. Ehemals Lebuser Kreismuseum, Müncheberg. Seit 1945 verschollen. H. 37,3 cm, B. 28,1 cm, T., 16,7 cm. Foto: Erwin Schreyer. Objekt aus: Projekt Verlustsache: Märkische Sammlungen.[17] Suchmeldung: Lost Art-ID273988.
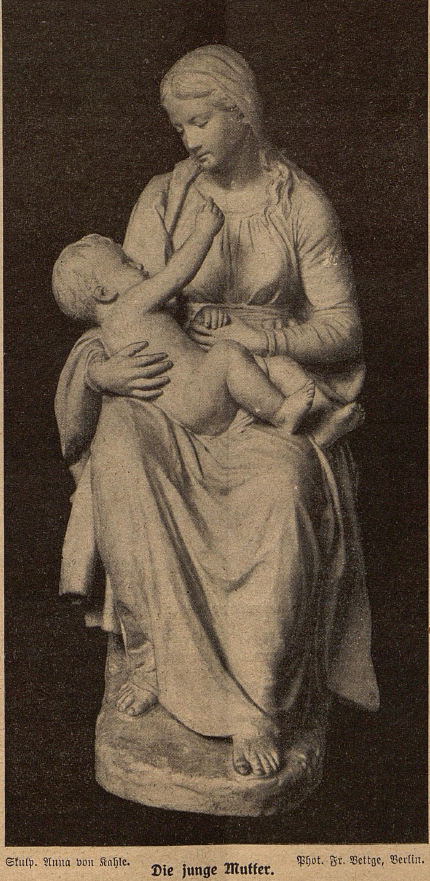
„Die junge Mutter“ Skulptur von Anna von Kahle (Wiener Hausfrau, 27.4.1913)

## Genealogie
- Gothaisches Genealogisches Taschenbuch der Briefadeligen Häuser 1908. Zweiter Jahrgang, Justus Perthes, Gotha 1907, S. 540.
- Gothaisches Genealogisches Taschenbuch der Adeligen Häuser. Alter Adel und Briefadel. Zugleich Adelsmatrikel der Deutschen Adelsgenossenschaft. 1928. Zwanzigster Jahrgang, Justus Perthes, Gotha 1927, S. 280. Siehe: FamilySearch.